# Faculteit Luchtvaart- en Ruimtevaarttechniek

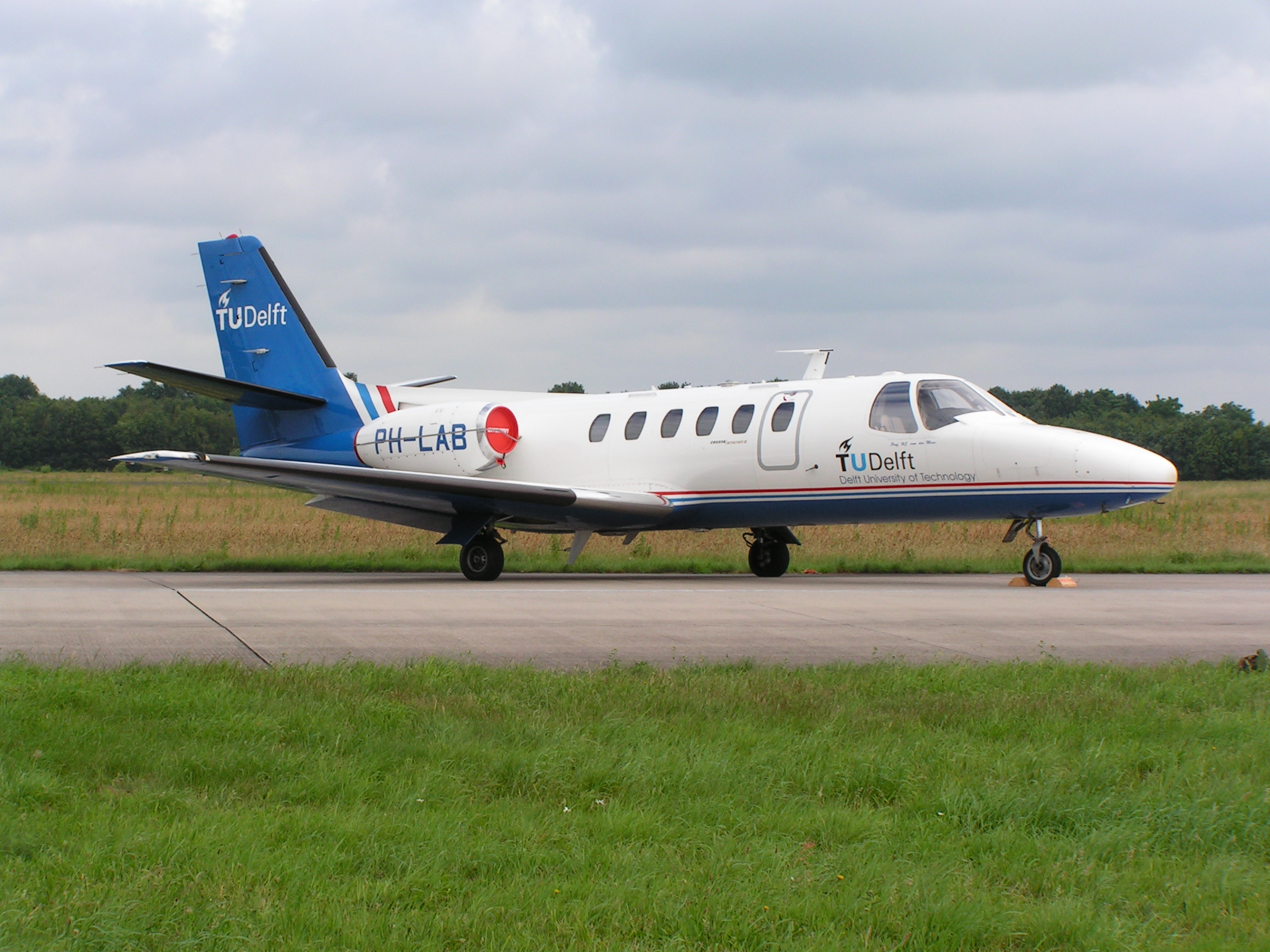
PH-LAB, het laboratoriumvliegtuig van de TU Delft en het NLR, regelmatig gebruikt bij de studie

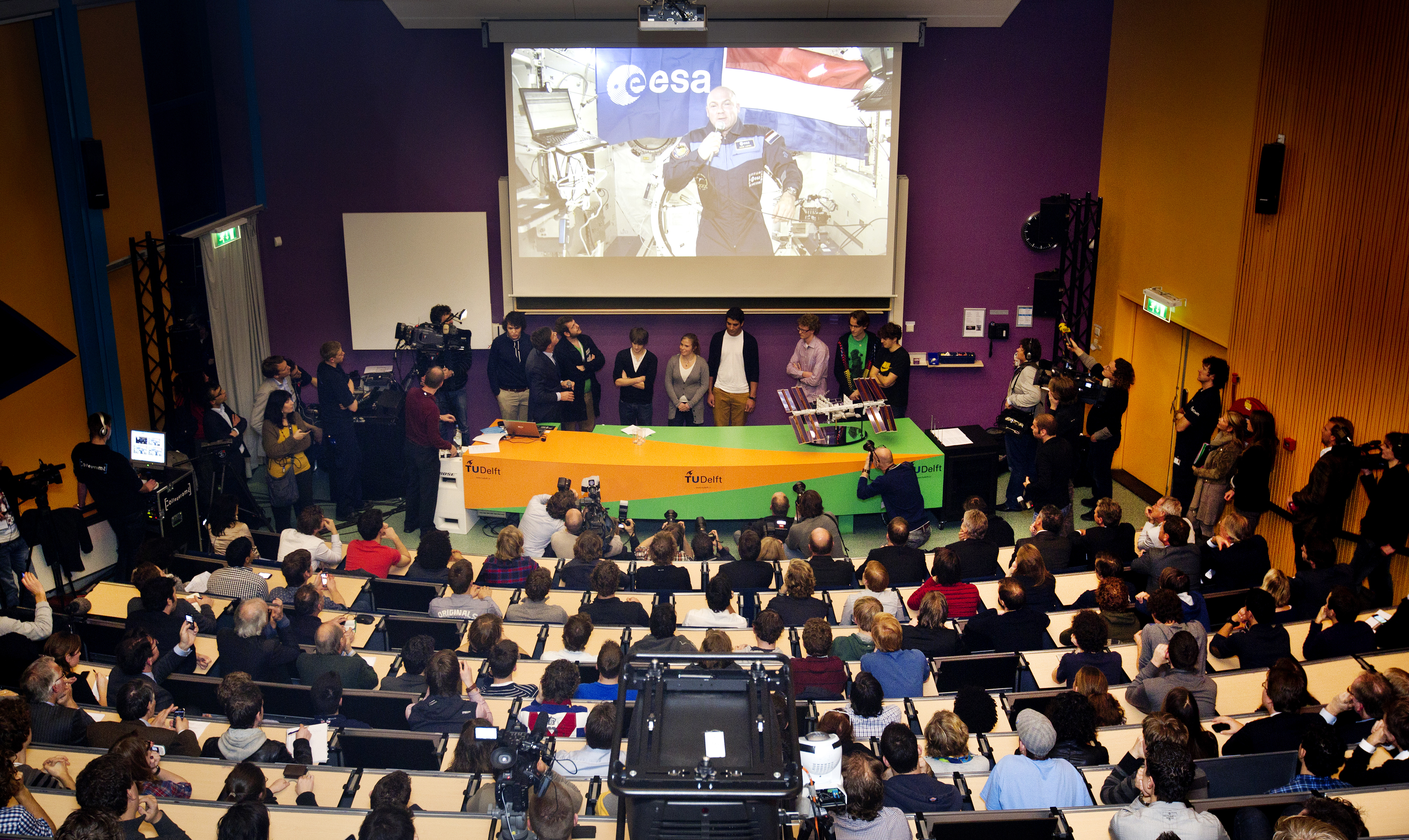
Live videoverbinding tussen astronaut André Kuipers en studenten in bijzijn van minister-president Mark Rutte en astronaut Frank De Winne.

De Faculteit Luchtvaart- en Ruimtevaarttechniek aan de Technische Universiteit Delft in Nederland leidt studenten op tot ingenieurs op gebied van luchtvaart- en/of ruimtevaarttechniek en doet onderzoek in deze en aanverwante disciplines zoals windenergie.
De faculteit is gehuisvest in een lichtblauw flatgebouw ten zuiden van andere faculteitsgebouwen rond Mekelpark (vroeger Mekelweg), zoals EWI-gebouw en Bouwkunde-gebouw.
De faculteit telde begin 2014 ongeveer 2300 Bachelor- en Masterstudenten, 237 medewerkers en 181 PhD-studenten. De colleges en studiemateriaal zijn in het Engels. Een derde van de studenten komt uit het buitenland.

## Opleiding en onderzoek
De faculteit biedt twee MSc-opleidingen aan, te weten Aerospace Engineering, bestaande uit meerdere varianten, en Geomatics, in samenwerking met andere faculteiten van TU Delft.
Gebieden van onderzoek zijn onder meer novel aerospace and space materials, Particle Image Velocimetry en CubeSats. Begin 2014 waren er tien leerstoelen gegroepeerd onder vier overkoepelende departementen:
- Aerodynamica, windenergie, techniek van vlucht aandrijving - Aerodynamics, Wind Energy, Flight Performance and Propulsion (AWEP)
- Control and Operations (C&O)
- Luchtvaartconstructies en materialen - Aerospace Structures and Materials (ASM)
- Ingenieurswetenschappen ruimtevaart - Space Engineering (SpE)

## Faciliteiten
Voor onderwijs- en onderzoeksdoeleinden bezit de faculteit een aantal testfaciliteiten, zoals subsonische, supersonische en hypersonische windtunnels en een vliegsimulator. Materialen testen op specifieke eigenschappen is mogelijk in een van de laboratoria. Deze faciliteiten maken het mogelijk om experimenten in mens-machine interacties (MMI), flight control, structuren en materialen, aerodynamica, simulaties, bewegingen en navigatie uit te voeren. De faculteit bezit en maakt gebruik van een aangepaste Cessna Citation II-straalvliegtuig voor onderzoek en ook in het onderwijs: PH-LAB. Omdat het vliegtuig in modules is opgedeeld, kan er makkelijk geschakeld worden tussen een onderzoeksmissie en onderwijskundige vluchten met studenten.
Simona is een vliegsimulator die geprogrammeerd kan worden om elk bekend vliegtuig te simuleren, maar het kan ook de karakteristieken van een nieuw ontwerp nabootsen. Het lichtgewichte ontwerp zou voor een uitermate realistische beweging zorgen. De simulator wordt gebruikt voor onderzoek, maar is ook het onderwerp van een aantal afstudeerscripties (MSc).

## Samenwerking
De faculteit speelt een rol in nationale organisaties zoals het Nationaal Lucht- en Ruimtevaartlaboratorium, het Nederlands Instituut voor Vliegtuigontwikkeling en Ruimtevaart (NIVR) en de Nederlandse Organisatie voor Toegepast Natuurwetenschappelijk Onderzoek.
De faculteit is lid van PEGASUS, een Europese netwerk van luchtvaart- en ruimtevaarttechniek universiteiten. Het neemt ook deel in uitwisselingen van studenten en sprekers met het SOCRATES/ERASMUS programma’s en afspraken tussen verschillende andere partneruniversiteiten. De faculteit participeert in de IDEA League (Chalmers, Delft, ETH, Aachen institutes and universities).
- International Standard Name Identifier: 0000 0001 2158 5747
- Library of Congress Control Number: no2007126479
- Virtual International Authority File: 131224770